# Онёр-Эбете
Онёр-Эбете (также Енёр-Эбэтэ, Онёр-Эбе) — пресноводное озеро термокарстового происхождения в Усть-Алданском улусе Якутии, Россия. Расположено в междуречье рек Лена и Алдан, к северу от озера Мюрю, на высоте 127 м над уровнем моря. Образует уникальную форму рельефа — алас.
Имеет сложно-лопастную форму. Площадь поверхности — 9,8 км². Площадь водосборного бассейна — 24 км². Длина водоёма с запада на восток — 8 км, ширина в центральной части достигает 2,5 км. Наибольшая глубина 28 м. Средняя глубина составляет 3-5 м.
Берега озера низкие, покрыты луговой растительностью, участками подступает тайга. На озере около полутора десятка островов.  
Вокруг Онёр-Эбете расположены населённые пункты: Тулуна в 5 км к юго-востоку, Эселях в 4 км к северу, Усун-Кюёль — в 7 км к западу.
В озере водится карась, сорога, гольян.
Код водного объекта в государственном водном реестре — 18030500211117200001302.